# 마이클 브랜틀리
마이클 찰스 브랜틀리(Michael Charles Brantley, 1987년 5월 15일 ~ )는 미국의 야구 선수로, 휴스턴 애스트로스 소속의 외야수다.